# II. Constantinus római császár

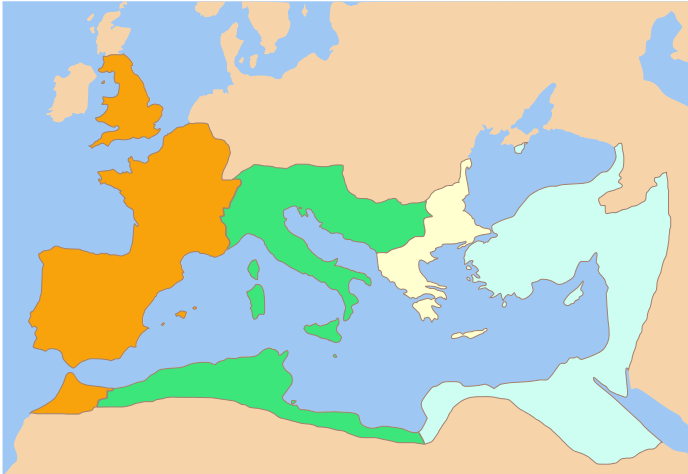
A Római Birodalom I. Constantinus halálának évében, 337 szeptemberében.
Constantinus három fia – II. Constantinus, Constans, és II. Constantius – egymás között osztotta fel a birodalmat. II. Constantinus a nyugati provinciákat örökölte, Galliát, Britanniát és Hispániát. Constans Itália, Illyricum, az afrikai provinciák és Macedónia felett uralkodott, míg II. Constantius a birodalom keleti felét kapta. Ezeken kívül mostohatestvére, Flavius Iulius Dalmatius fiainak (Flavius Dalmatius és Flavius Hannibalianus) és idősebb Dalmatius öccsének, Flavius Iulius Hannibalianusnak is juttatott egy-egy kormányzóságot vagy caesari címet.

II. Constantinus, II. Konstantin vagy Flavius Claudius Constantinus Augustus (Arelatum, 316 februárja – Aquileia, 340 áprilisa) római császár 337 és 340 között uralkodott.

## Uralkodása
I. Constantinus római császár fiaként és utódaként egy olyan időszakban lépett a birodalom trónjára, melyben a külső és belső konfliktusok rázták meg a Római Birodalmat és fontos vallástörténeti változások is lezajlottak. Születési dátuma bizonytalan. Az egykorú források ellentmondásosak, a 317 augusztusában születő II. Constantiust nevezik általában Constantinus legidősebb fiaként, ugyanakkor II. Constantinus születési idejeként 316. februárt adják meg, néha a 317. évet. A 316-os születési dátum ellentmond Constantius legidősebb voltának, ha viszont 317-ben született volna, akkor nem lehet Fausta Flavia Maxima fia, aki 317 augusztusáig Constantiusszal volt terhes, az év hátralévő felében pedig nem szülhetett még egy gyermeket.
I. Constantinus római császár trónját három fiára hagyta, II. Constantinusra, II. Constantiusra és Constansra, akiket már régebben caesarokká tett meg. 335-ben felosztotta köztük a birodalmát. II. Constantinus a Nyugati provinciákat kapta, II. Constantius pedig a Keleti tartományokat. A legfiatalabb fiú, az akkor 17 éves Constans a birodalom középső provinciáit, Itáliát, Sziciliát, Africát és a balkáni tartományok egy részét kapta meg. 340-ben megölték és halála után Constans  vette át az irányítást az elhunyt bátyja birodalmában.

## I. Constantinus és fiai

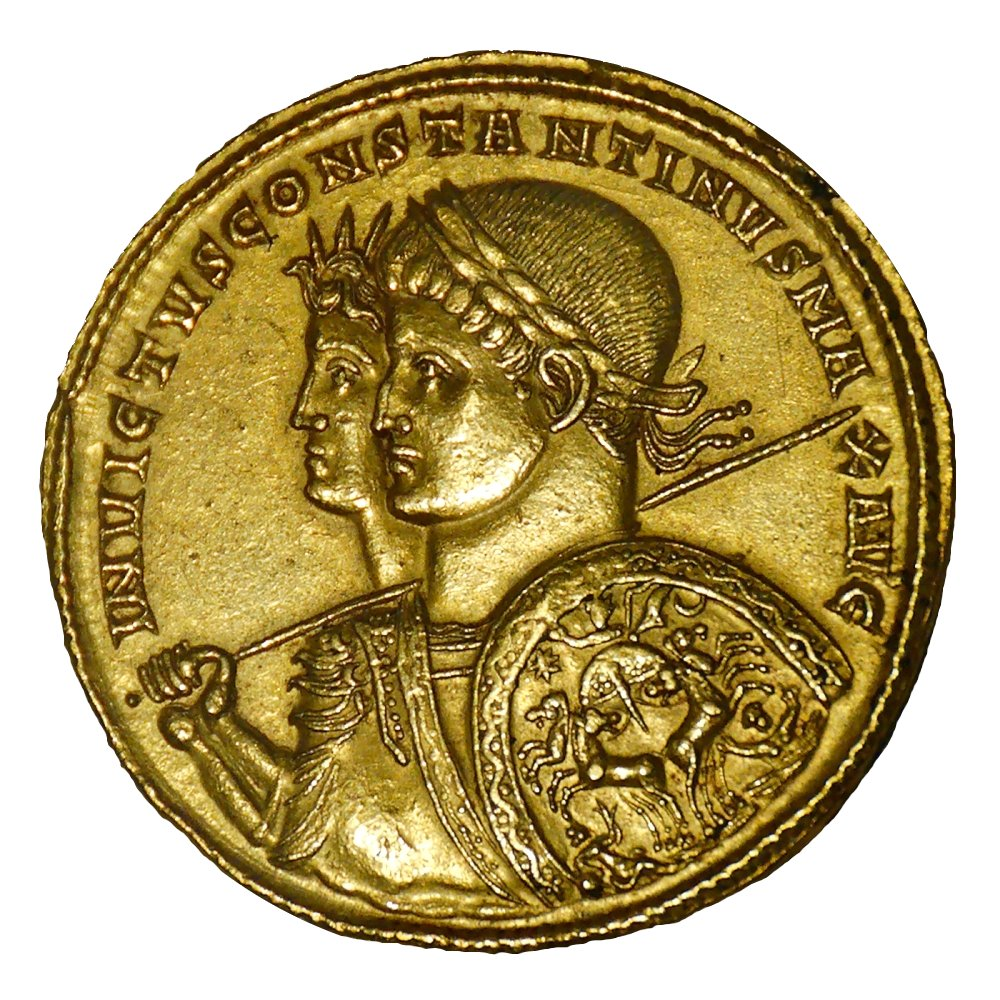
I. Constantinus 306 – 337 (Caius Flavius Valerius Aurelius Constantinus)